# Nioh 2
Nioh 2 (仁王2, Niō Tsū) é um jogo eletrônico de RPG de ação desenvolvido pela Team Ninja e publicado pela Koei Tecmo no Japão e pela Sony Interactive Entertainment internacionalmente. É uma pré-sequência de Nioh (2017) e foi lançado em 13 de março de 2020 para PlayStation 4 e Microsoft Windows.

## Sinopse
Nioh 2 se passa entre os anos de 1555 e 1567 e a história segue um novo protagonista, Hide, um personagem criado pelo jogador, um ser metade humano metade yokai que ao lado de seu companheiro Tokichiro, um mercador de Amrita que o ajuda a conter sua transformação em yokai, auxiliam o daimyō Nobunaga Oda em sua missão de unificação do Japão durante o período Sengoku.

## Jogabilidade
Semelhante ao seu antecessor, Nioh 2 é um jogo eletrônico de RPG de ação. Os jogadores podem criar seu próprio personagem jogável, que era um espírito yōkai. Os jogadores estão equipados com uma variedade de armas, como odachi e kusarigama, e ganham novas habilidades à medida que progridem no jogo. Quando os jogadores derrotam um yōkai hostil, alguns deles podem brotar um "Soul Core". Eles permitem que os jogadores usem habilidades de yōkai e se transformem em um deles depois de serem depositados em um santuário.
Em locais chamados "Benevolent Graves", os jogadores podem convocar no máximo dois avatares de outros jogadores, controlados por inteligência artificial, para ajudá-los em combate. O jogo também possui um modo multijogador cooperativo para três jogadores.

## Lançamento
O jogo foi anunciado na E3 2018 durante a conferência de imprensa da Sony. Uma versão beta aberta foi lançada em 1º de novembro de 2019 e os jogadores que testaram durante esse período receberiam um item cosmético gratuito no jogo, quando ele fosse lançado completamente em 13 de março de 2020 para PlayStation 4.

## Recepção
Nioh 2 recebeu críticas "geralmente favoráveis" de acordo com o agregador de resenhas Metacritic. A IGN declarou que Nioh 2 "é uma evolução impressionante de seu antecessor, fortalecendo tudo o que já era ótimo, deixando principalmente os problemas já existentes em paz. Seu combate estelar é elevado pela adição de núcleos de alma, contadores de explosão e as maneiras pelas quais essas duas novas mecânicas principais afetam a IA inimiga e a maneira como você aborda as batalhas. É uma profundidade impressionante, embora isso também possa parecer um pouco esmagadora devido ao tempo necessário para gerenciar os muitos sistemas de Nioh 2. Se você estiver aberto ao desafio, Nioh 2 é sem dúvida um dos jogos mais difíceis e gratificantes desta geração". A GameSpot declarou: "Por fim, essa dificuldade excruciante e a sensação que ela evoca estão inseridas no DNA de Nioh, e suas lutas contra chefes permanecem convincentes, mesmo quando irritam e frustram. Embora às vezes pareça uma maldição enquanto você joga, é um testemunho de que Nioh 2 agarra com sucesso e mantém toda a sua atenção por tanto tempo."

### Vendas
Nioh 2 vendeu 91.892 cópias durante sua primeira semana de lançamento no Japão, o que o tornou o jogo de varejo mais vendido da semana no país. Foi também o jogo mais vendido durante sua primeira semana de lançamento no Reino Unido.